# Hollow Front
Hollow Front is een Amerikaanse metalcoreband afkomstig uit Grand Rapids, Michigan.

## Personele bezetting
Huidige leden
- Tyler Tate - vocals
- Lee Albrecht - gitaar

Voormalige leden
- Josh McCormack - gitaar
- Jordan Stewart - gitaar
- Cody Davis - drums
- Tyler Damron - bas
- Dakota Alvarez - gitaar
- Brandon Rummler - bas
- Devin Attard - drums

## Discografie[3]
Albums
- 2020 - Loose Threads (zelf-uitgebracht)
- 2018 - Still Life (Beckwith Records)
- 2017 - Homewrecker (zelf-uitgebracht)